# Nedinoschiza laosensis
Nedinoschiza laosensis är en stekelart som beskrevs av Turner 1920. Nedinoschiza laosensis ingår i släktet Nedinoschiza och familjen bracksteklar. Inga underarter finns listade i Catalogue of Life.